# Rue des Gentilshommes
La rue des Gentilshommes est une voie de la commune française de Quimper.

## Situation et accès
La rue des Gentilshommes est située à Quimper,,. La rue débute à l’intersection avec la rue Kergariou
. La rue se termine à l’intersection avec la rue Picherie et la place Médard. Les voies qui lui sont jointes sont la rue Treuz et la rue Saint-Nicolas.

## Historique
De 1792 à 1815, à la suite de la Révolution française, la rue porte le nom de rue de l’Égalité,.

## Bâtiments notables

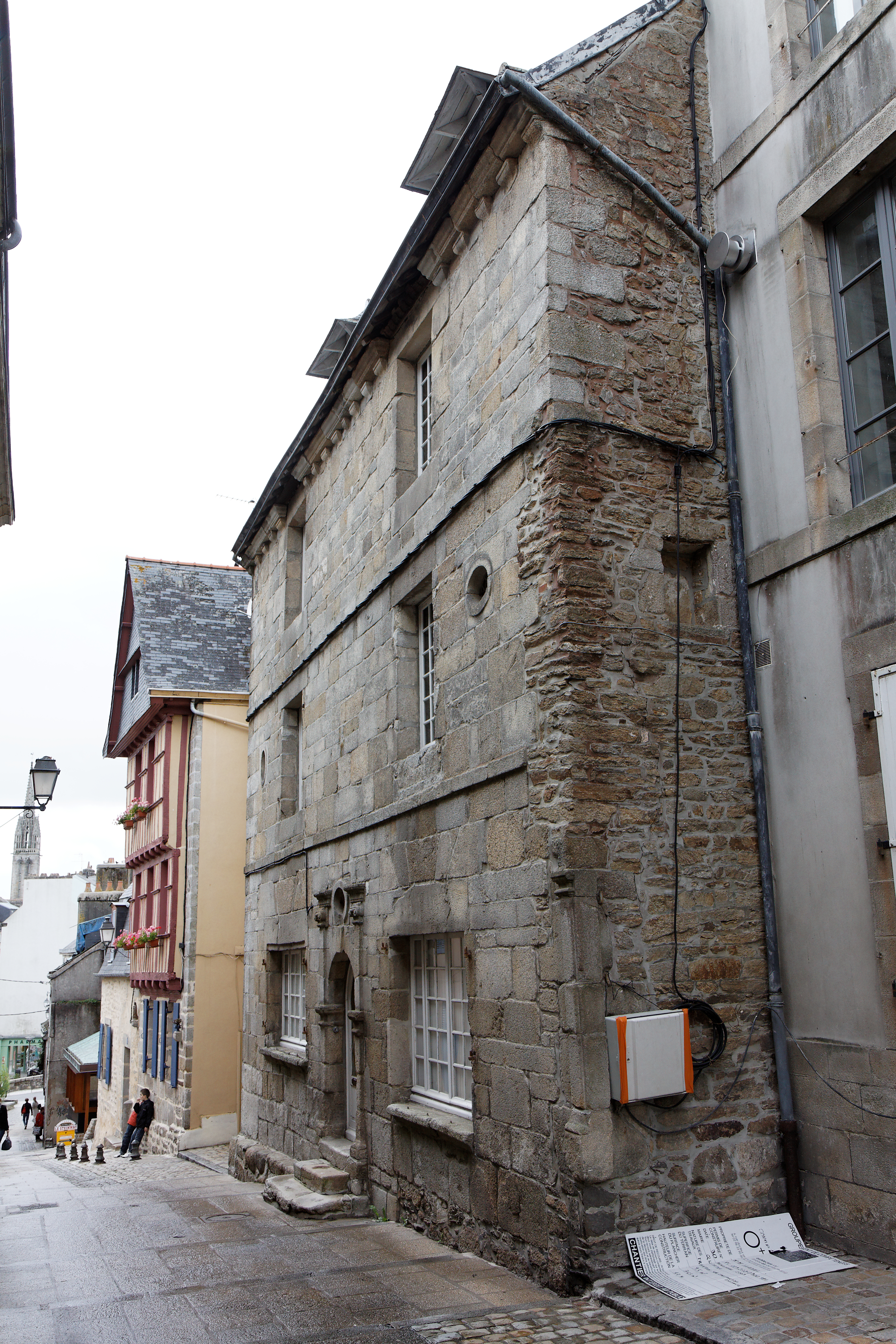
La dite « maison du Sénéchal », 12 rue des Gentilshommes.

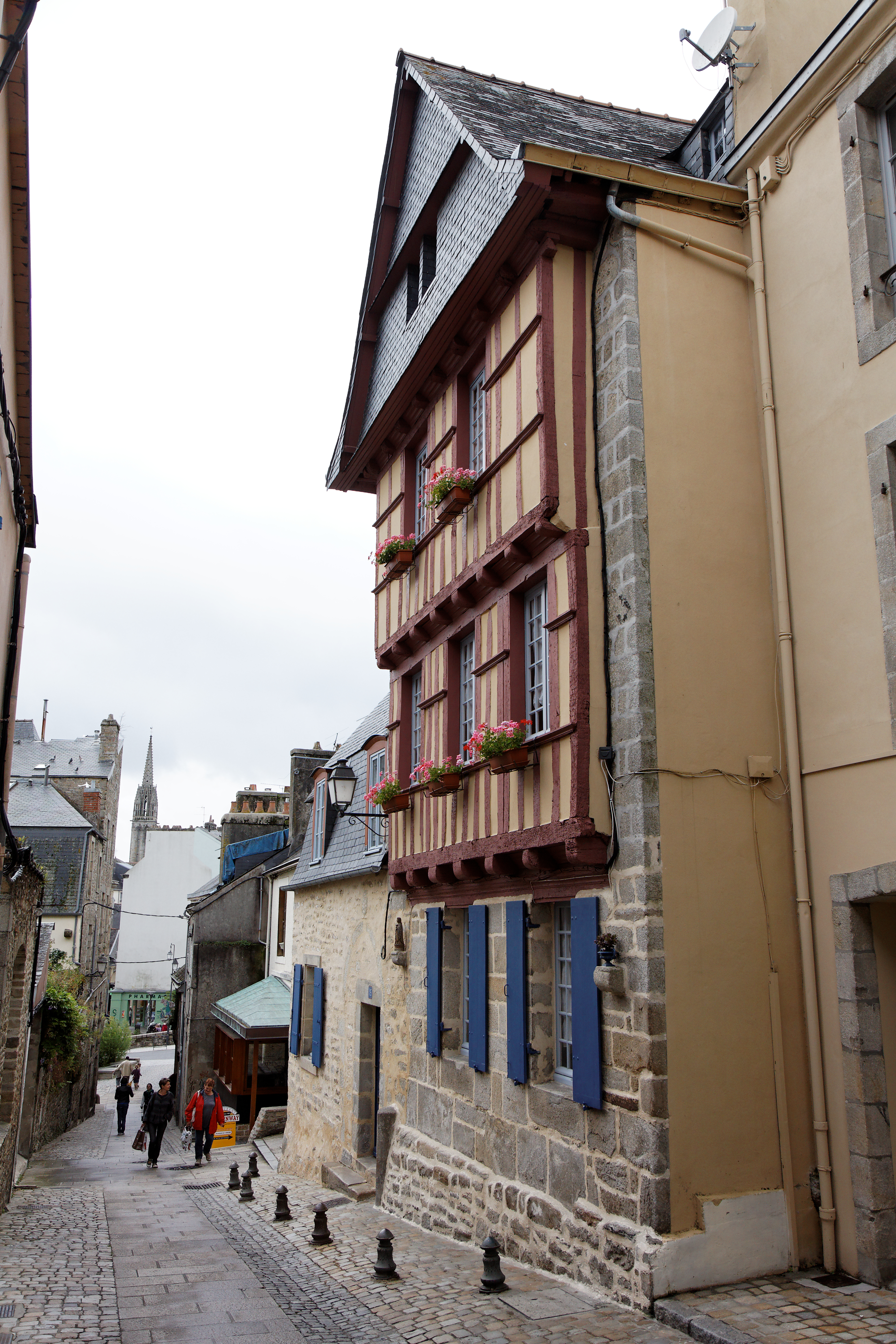
Maison à pans de bois du XVIIe siècle, 16 rue des Gentilshommes.

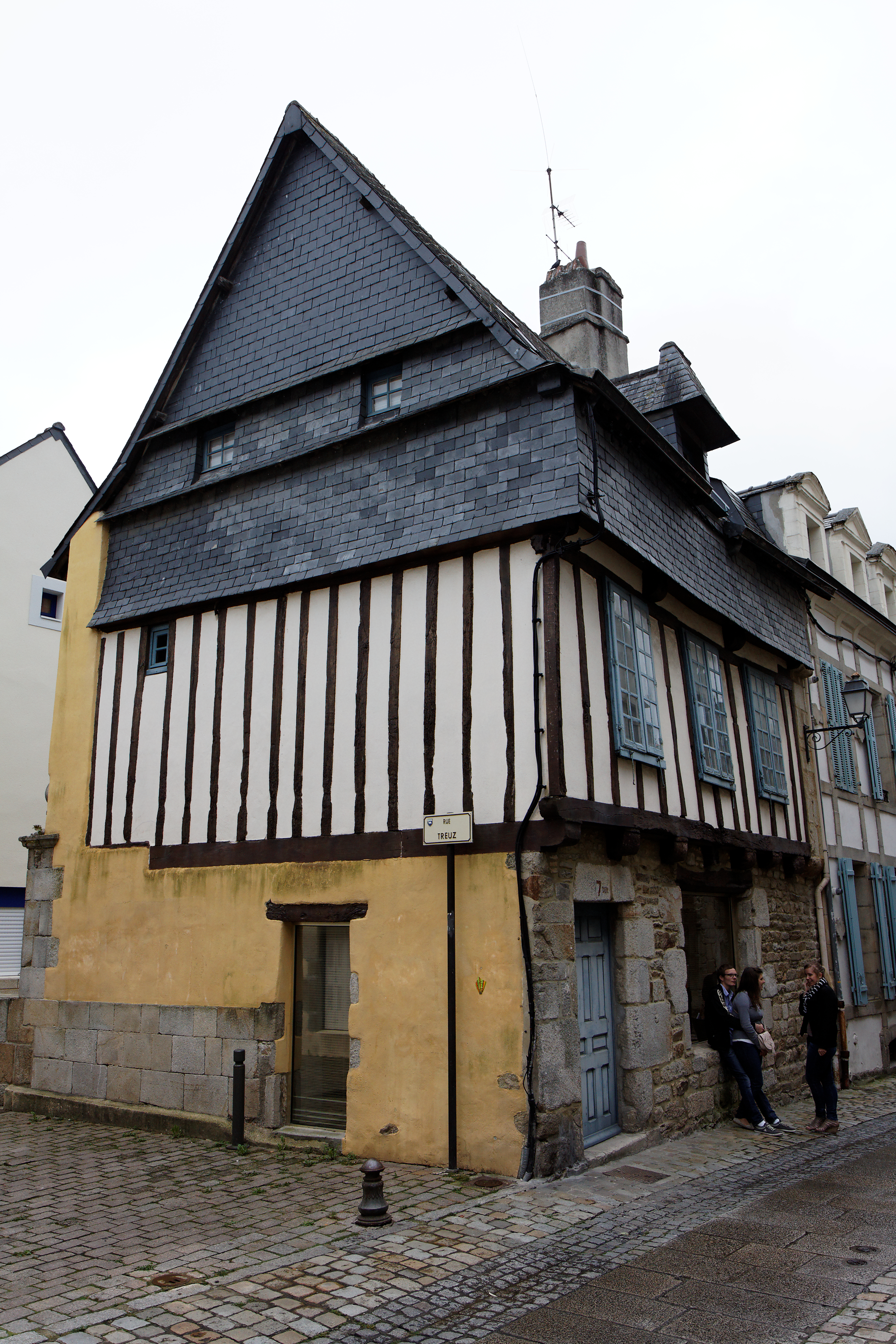
Le 7 rue des Gentilshommes.

## Dans le cinéma
Liste non-exhaustive des apparitions de la rue des Gentilshommes dans un film :
- Les fantômes du chapelier[1].

## Dans la littérature
Liste non-exhaustive des apparitions de la rue des Gentilshommes dans la littérature :
- Yves Le Gallo, Clergé, religion et société en Basse-Bretagne : de la fin de l'Ancien Régime à 1840, vol. 1, Paris, Éditions ouvrières, 1991, 24 cm (ISBN 9782708229266, OCLC 1035770894, BNF 35491643), p. 23.